# Конґо (лінійний крейсер)
«Конґо» (яп. 金剛, こんごう) — лінійний крейсер японського імператорського флоту, головний корабель однойменного типу. Після модернізації 1929—1931 рр. був перекласифікований в лінійний корабель. Брав участь в операціях Першої та Другої світових воєн. Затоплений у 1944 році американським підводним човном «Сілайон».

## Історія створення
Історія створення кораблів типу «Конґо» бере початок ще з 1909 року, коли було підготовано проєкт 19000-т лінійного крейсера з 305-мм артилерією головного калібру. Хоча кошти уже були виділені, проєкт так і залишився нереалізованим, оскільки з Великої Британії надійшли відомості про початок будівництва лінійних крейсерів — «наддредноутів» типу «Лайон», озброєних 343-мм гарматами головного калібру. Не бажаючи опинитись позаду всіх, японські конструктори розпочали кардинальний перегляд проєкту свого корабля, одна відсутність достатьного досвіду змусила їх звернутись до англійців по технічну допомогу. Цьому сприяв укладений ще в 1902 році союзний договір між Японією та Великою Британією. Передові британські корабельні проявили неабияку зацікавленість у співпраці, оскільки було очевидним те, що будівництво настільки великого корабля в Японії поки є нездійсненним і замовлення на будівництво дістанеться розробнику проєкту. Японці віддали перевагу фірмі «Vickers Ltd.», з якою 17 жовтня 1910 року і уклали контракт.
Передаючи фірмі замовлення на будівництво «Конґо», японський флот не без підстав сподівався отримати останні досягнення британської кораблебудівної технології, виробництва машин та артилерії, після чого запровадити все це в Японії.
Лінійний крейсер «Конґо» заклали 17 січня 1911 року на корабельні в місті Барроу-ін-Фернес у Великій Британії. 18 травня 1912 року корабель спустили на воду. По завершенню усіх робіт, 16 серпня 1913 року «Конґо» передали замовнику. Після передачі японській стороні корабель вирушив у Плімут, де його підготували до тривалого переходу в Японію і вже 28 серпня 1913 року корабель попрямував до Йокосуки, куди прибув 5 листопада. Після церемонії введення в експлуатацію, «Конґо» зарахували до складу Першої дивізії лінкорів.
«Конґо» став останнім бойовим кораблем, що будувався за межами Японії.

## Історія служби

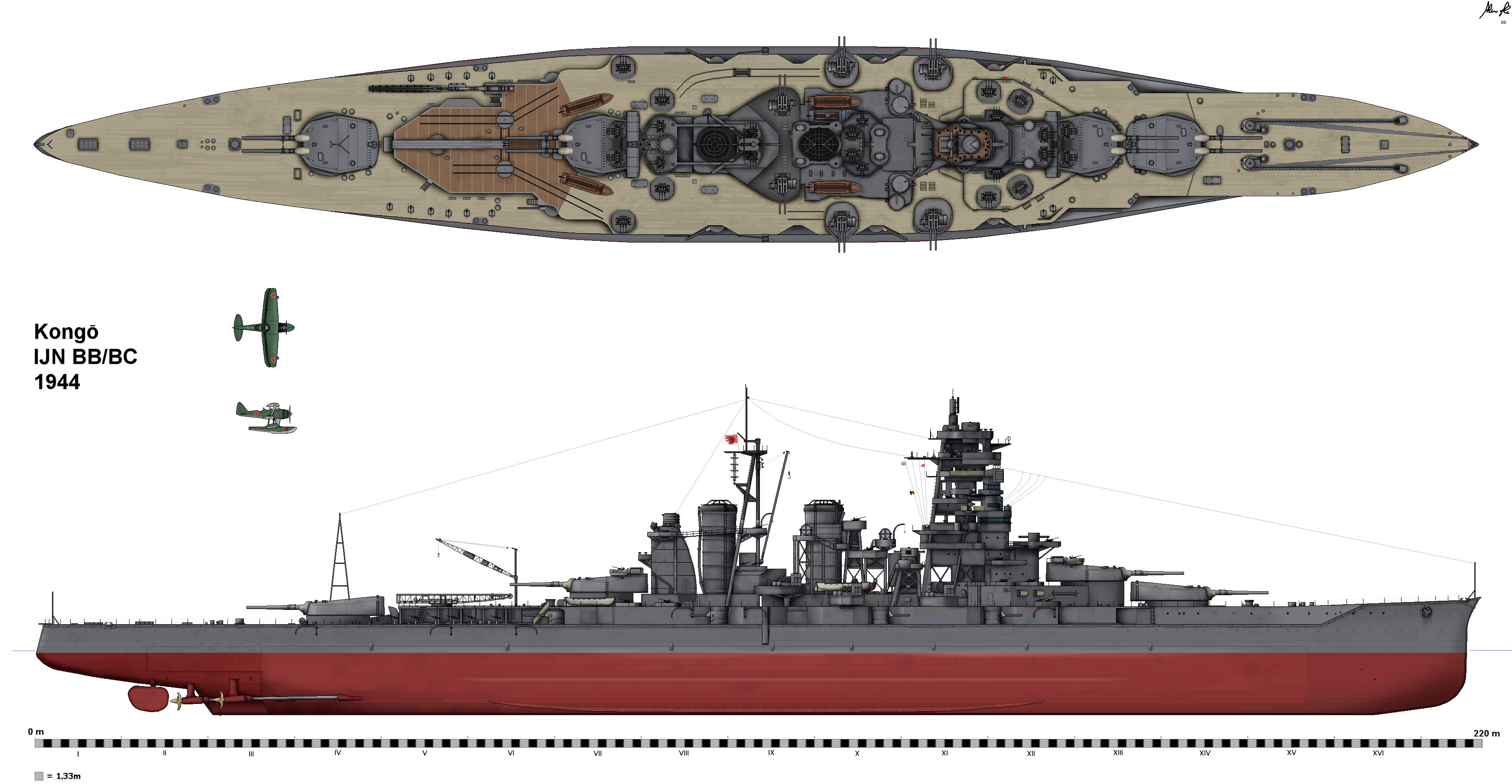
«Конґо», схема, 1944 рік.

Незабаром після введення «Конґо» в експлуатацію розпочалась Перша світова війна, у якій Японія стала на бік суперників Німеччини. За весь період війни корабель лише один раз застосовувався для бойової операції, що полягала в ескорті. «Конґо» покинув порт 26 серпня і повернувся 12 вересня 1914 року.
З 1917 по 1941 роки корабель пройшов декілька модернізацій, із яких дві були масштабними реконструкціями судна. Перша така модернізація тривала з 1929 по 1931 роки. В її ході було посилено захист корабля, установлено протиторпедні булі та покращено ходові якості шляхом модернізації силової установки. Також було встановлено обладнання для запуску гідролітаків. Внаслідок цієї модернізації «Конґо» перекласифікували у лінійний корабель. В ході другої мастабної модернізації, що тривала в 1935—1937 роках, було збільшено швидкість корабля до 30 вузлів, підвищено кути вертикального наведення артилерії головного калібру та оновлення допоміжної артилерії. Значних змін також зазнала і фок-щогла корабля, яка була повністю перебудована і отримала нові надбудови. По завершенню цієї модернізації «Конґо» перевели до класу швидкохідних лінкорів.
У 1939—1940 роках «Конґо» брав участь у війні з Китаєм .
На початку Другої світової війни корабель разом з іншими кораблями типу перебував у складі Третьої дивізії лінкорів. яку згодом розділять на дві частини. «Конґо» увійшов до складу Другого дивізіону разом з однотипним «Харуною», Четвертою дивізією крейсерів («Такао», «Атаґо», «Мая») та вісьмома есмінцями. Командував з'єднанням віце-адмірал Кондо Нобутаке. 7 березня корабель в складі з'єднання бере участь у ліквідації британського з'єднання «Force Z», в якому були лінкор «Принц Уельський» та лінійний крейсер «Ріпалс».
З грудня 1941 року по лютий 1942 року здійснював прикриття японських десантних сил в Південно-Китайському морі . З лютого 1942 року входив до складу ударного авіаносного з'єднання віце-адмірала Наґумо . 1 березня 1942 року спільно з важким крейсером «Чікума» потопив американський есмінець «Едсолл» (Edsall) .
21 листопада 1944 року «Конґо» був торпедований американським підводним човном «Сілайон». У корабель влучили дві торпеди. Оскільки екіпажу не вдалося впоратися з надходженням води, через кілька годин був відданий наказ покинути корабель. Але евакуювати екіпаж на кораблі супроводу не встигли, оскільки «Конґо» почав стрімко кренитися на борт і йти під воду. Потім стався вибух погребів боєзапасу головного калібру. З кораблів супроводу побачили великий полум'яний "гриб", і лінкор зник з поверхні моря. Загинуло 1200 осіб екіпажу, в тому числі командир 3-й дивізії лінкорів і командир корабля. Есмінці підібрали в штормовому морі 237 чоловік і доправили їх в Куре.
Лінкор «Конґо» затонув у 60 милях на північ від острова Тайвань у точці з координатами 26° 9' пн. ш, 121° 23' сх. д. 20 січня 1945 року корабель викреслили зі списків флоту.